# Hygrostolides robustior
Hygrostolides robustior är en fjärilsart som beskrevs av Embrik Strand 1920. Hygrostolides robustior ingår i släktet Hygrostolides och familjen nattflyn. Inga underarter finns listade i Catalogue of Life.